# Gestel en Blaarthem

Wapen van Gestel en Blaarthem

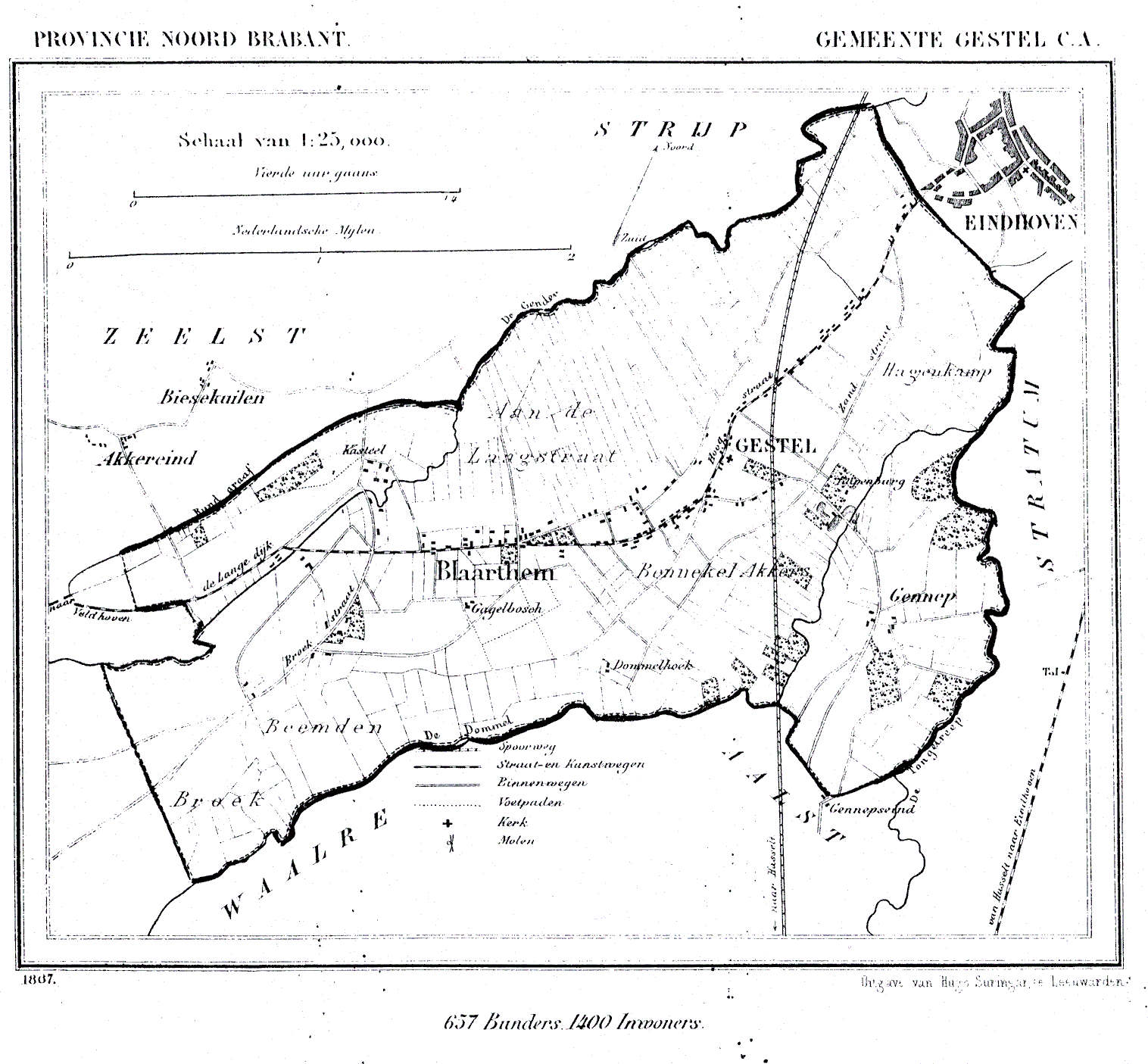
Gestel en Blaarthem in 1867

Gestel en Blaarthem (ook weergegeven als Gestel c.a.) is een voormalige gemeente in de Nederlandse provincie Noord-Brabant. In 1920 ging de gemeente samen met de gemeenten Stratum, Strijp, Tongelre en Woensel op in de gemeente Eindhoven.
Gestel en Blaarthem bestond uit de dorpen Gestel en Blaarthem. De patroonheilige van de gemeente was Sint-Lambertus, de Bisschop van Maastricht in de 7e eeuw. De parochiekerk van de gemeente stond in Blaarthem, deze werd in 1833 verhuisd naar Gestel. Sint-Lambertus prijkte vanaf 1818 ook op het wapen van Gestel en Blaarthem.